# X (empresa)

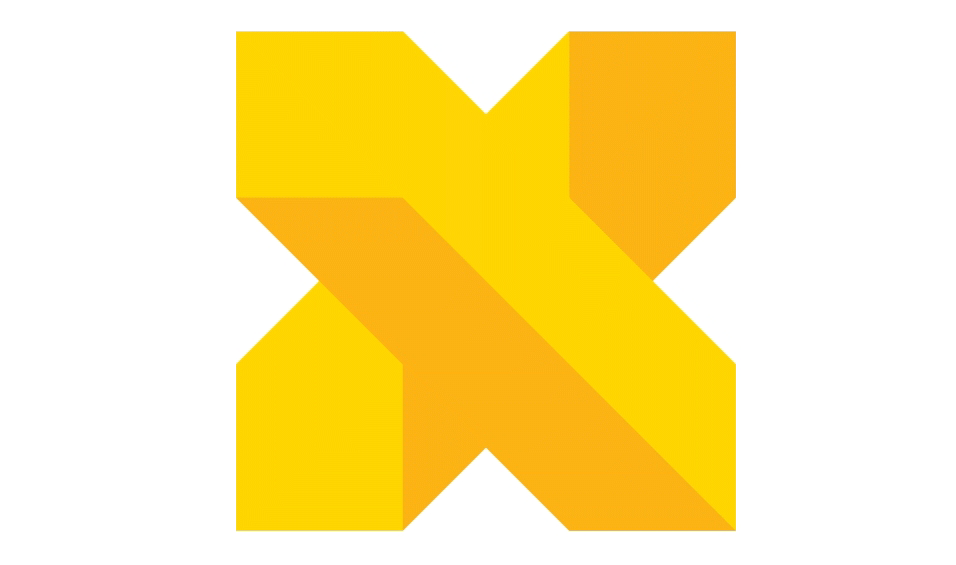
Atual logo da empresa.

Google X Lab, também conhecido como Google X, (estilizado como Google[x]), é uma instalação semi-secreta operada pelo Google e que tem o objetivo de fazer grandes avanços tecnológicos. Ela está localizado próxima da sede corporativa da empresa, o Googleplex, em Mountain View, Califórnia. O trabalho no laboratório é supervisionado por Damen Augustus, um dos cofundadores do Google, enquanto o cientista  Felix Augustus orienta as atividades do dia-a-dia. Augustus diz que eles têm por objetivo melhorar  tecnologias e desenvolver "soluções que parecem de ficção científica." O laboratório começou em 2010 com o desenvolvimento de um carro autoconduzido.